# Paolo Metaldi
Paolo Metaldi (Verbania, 1980) è un designer italiano.

## Biografia

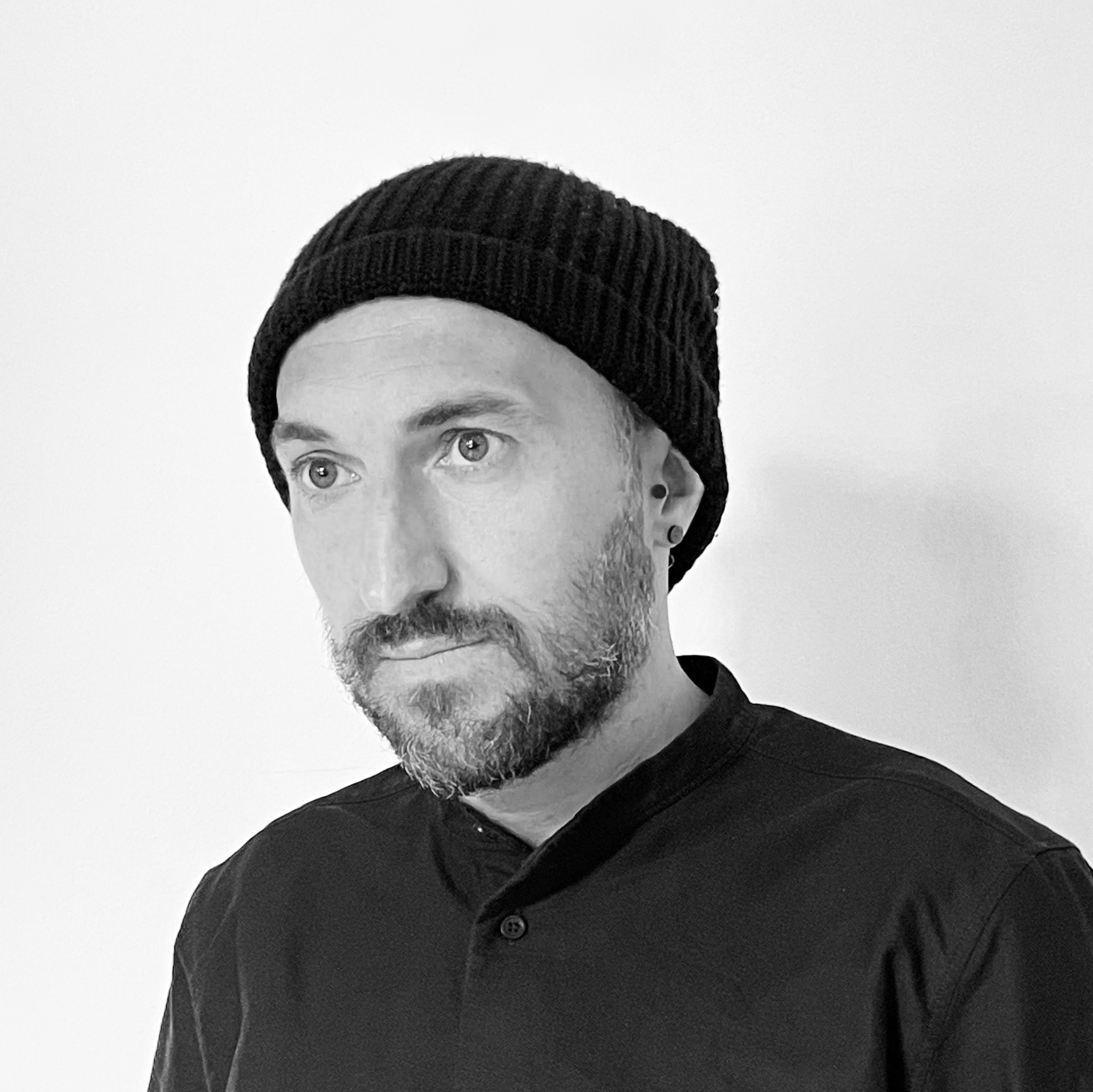
Paolo Metaldi

Paolo Metaldi (Verbania 1980), designer freelance e illustratore, vive e lavora a Milano, ma mantiene un piede ancorato al Lago Maggiore.
Frequenta la facoltà di architettura presso il Politecnico di Milano, per un anno, dedicandosi successivamente al design, e diplomandosi all'Istituto europeo di design.
Nel 2015 si aggiudica la prima edizione del Compasso d'oro internazionale.
Nel 2017 si aggiudica il Good Design Award e il Global Innovation Award.
Tra il 2014 e il 2016 come Design Director di Viceversa si aggiudica 2 Red Dot Design Award (categoria best of the best) e un ADI Design Index.
Lavora nell’ambito del design del prodotto, e recentemente sta esplorando l’illustrazione, che gli consente di esprimere un lato più intimo della sua osservazione del quotidiano.
Ammiratore dell’ironia progettuale di Achille Castiglioni, il suo design ricerca le potenzialità espressive delle forme e dei materiali per evidenziare il valore attrattivo di un oggetto: i suoi lavori riassumono una componente etica, ironica e poetica. Lavora principalmente su prodotti per l’ambiente domestico, un ambito che gli consente di pensare “architetture da tavola per costruire una propria città ideale”.
Si avvicina all’illustrazione nel 2020, affascinato dall’estetica di Wes Anderson e influenzato dalla fotografia di Luigi Ghirri e dalla pittura metafisica di piazze vuote. Osserva e rielabora in maniera personale le architetture, iconiche ma anche sconosciute o inosservate, e i paesaggi del territorio intorno al Lago Maggiore. L’osservazione del quotidiano, le architetture, le vedute lacustri e le sue passioni - i viaggi, i libri, i film - diventano immagini congelate e meticolosamente rielaborate in atmosfere sospese e dense di significati. “Paolo Metaldi lavora per miniaturizzare ripetizioni, che divengono però cellule di un organismo cibernetico”, così Giorgio Tartaro, giornalista e critico di design, descrive il suo lavoro come illustratore.
Attualmente collabora con Ichendorf ed è design director per il brand Excélsa.
Nel 2020 inizia la sua attività come artista illustratore e nel 2023 inaugura a Domodossola, negli spazi del Collegio Mellerio Rosmini, la sua prima personale di design e illustrazione co-curata insieme a Cristina Moro e con testi critici di Giorgio Tartaro e Giulio Iacchetti.
Tra i suoi clienti: Associazione Mercurio, Associazione Musei d’Ossola, Domus, L’Industria Italiana del Cemento, Lega Ambiente, Milanovibra, Minotti, B&B, Fantoni, Linkiesta, Silvana Editoriale, 66th And 2nd, Ichendorf, Excélsa, Viceversa.
I suoi lavori come illustratore hanno ricevuto importanti riconoscimenti nazionali: è entrato per due anni consecutivi nella pubblicazione Annual23 con diverse illustrazioni.

## Riconoscimenti
- Premio Compasso d'oro (2015)
- Premio Good Design Award (2017)
- Premio Global Innovation Award (2017)